# Kitamura Kazuki
Kitamura Kazuki (北村 一輝 sinh ngày 17 thàng 7 năm 1969 tại Osaka) là một nam diễn viên truyền hình và điện ảnh của Nhật Bản. Là nam diễn viên đã thắng hạng mục Nam diễn viên phụ xuất sắc nhất tại Liên hoan phim Yokohama lần thứ 21 với tác phẩm Minazuki, Kyohansha và Kanzen-naru shiiku cũng như là giải CUT ABOVE Awards cho bộ phim xuất sắc tại JAPAN CUTS: Liên hoan phim phim Nhật Bản tại New York năm 2014.

## Danh sách những phim đã tham gia

### Điện ảnh
- Yuki no Concerto (1991)
- The Way to Fight (喧嘩の花道?) (1996) vai Kubo
- Tenzen Shoujo Man (天然少女　萬) (1996)
- Young Thugs: Innocent Blood (岸和田少年愚連隊　血煙り純情篇?) (1997) vai Sada
- Onibi (鬼火?) (1997) vai Hideyuki Sakata
- Mukokuseki no otoko: Chi no shûkaku (1997)
- Romantikku mania (1997) vai Ujiie
- The Eel (うなぎ?) (1997)
- Joker (1998) vai Hisao
- Andromedia (アンドロメディア?) (1998) vai Sada
- Kanzen-naru shiiku (完全なる飼育?) (1999) vai Tsuda
- Kyohansha (共犯者?) (1999) vai Yasuharu Nishikawa
- Kaizokuban Bootleg Film (海賊版?) (1999) vai Yoji
- Ley Lines (日本黒社会 LEY LINES?) (1999) vai Ryuichi
- Minazuki (皆月?) (1999) vai Akira
- Dead or Alive (DEAD OR ALIVE 犯罪者?) (1999)
- Freeze Me (フリーズ・ミー?) (2000) vai Noboru Hirokawa
- Himawari (2000) vai Shinji Sasahara
- Swing Man (2000) vai Kazuki Kitaoka
- Kishiwada shônen gurentai: Yakyudan (2000)
- Rendan (2001) vai Ohsawa
- Man-hole (2001) as Shin'ichi Yoshioka
- Turn (2001) vai Kakizaki Kiyotaka
- Chinpira (2001)
- Bastoni: The Stick Handlers (2002)
- Onna kunishuu ikki (2002)
- Jam Films (2002) (segment "The Messenger - Requiem for the Dead")
- Yurusarezaru mono (2003)
- Azumi (あずみ?) (2003) vai Kanbê Inoue
- 9 Souls (ナイン・ソウルズ?) (2003) vai Tamori
- Kanzen-naru shiiku: Onna rihatsushi no koi (2003) vai Kenji
- Kill Bill: Volume 1 (2003) vai Boss Koji / Crazy 88
- Sky High (スカイハイ劇場版?) (2003)
- The Man In White (許されざる者?) (2003)
- Kyô no dekigoto (2003) vai Surfer
- Kill Bill: Volume 2 (2004) vai Boss Koji / Crazy 88
- Kaidan Shin Mimibukuro: Gekijô-ban (2004) (segment "Omoi!")
- Blood and Bones (血と骨?) (2004) vai Yoshio Motoyama
- Godzilla: Final Wars (ゴジラ FINAL WARS?) (2004) vai The Controller of Planet X
- Atarashii kaze - Wakaki hi no Yoda Benzo (2004) vai Benzo Yoda
- Azumi 2: Death or Love (あずみ2 Death or Love?) (2005) vai Kanbê Inoue
- Sengoku Jieitai 1549 (戦国自衛隊1549?) (2005) vai Shichibe Iinuma
- Nureta akai ito (2005) vai Shigeru
- Maze (2006)
- So-Run Movie (2006)
- Tokyo Friends: The Movie (東京フレンズ The Movie?) (2006)
- Hanada Shōnen-shi (花田少年史 幽霊と秘密のトンネル?) (2006) vai Masahiko Sawai
- Oh! Oku (大奥?) (2006) vai Chojuro Kaneko
- Like a Dragon: Movie Version (龍が如く 劇場版?) (2007) vai Kazuma Kiryu
- Maiko Haaaan!!! (舞妓Haaaan!!!?) (2007) vai Doctor
- Kaze no sotogawa (2007)
- Dôsôkai (2008)
- Jirochô sangokushi (2008)
- Yōgisha X no Kenshin (容疑者Xの献身?) (2008) vai Shumpei Kusanagi
- Donjū (鈍獣?) (2009) vai Chi Edajima
- Eo-ddeon bang-moon (2009)
- Kirâ vâjin rôdo (2009) vai Michio Keizan
- Acacia (2009)
- Space Battleship Yamato (宇宙戦艦ヤマト?) (2010)
- Kaibutsu Kun (映画 怪物くん?) (2011)[5] as Sunil
- Speed Angels (極速天使) (2011) vai Asano / Onidaka
- Thermae Romae (テルマエ・ロマエ?) (2012)[6] vai Ceionius
- Bakugyaku famîria (2012) vai Yuji natsume
- Nihon no higeki (2012)
- Yokai Ningen Bem (妖怪人間べム?) (2012)[7] vai Akinori Natsume
- Night People (ナイトピープル?) (2013)[8] vai Shinji
- Jongeun Chingoodeul (2013) vai Tatsuya
- Midsummer's Equation (真夏の方程式?) (2013) vai Shunpei Kusanagi
- Ataru The First Love & The Last Kill (劇場版 Ataru The First Love & The Last Kill?) (2013)[9] vai Shunichi Sawa
- SPEC: Close (劇場版 SPEC〜結〜 漸ノ篇/爻ノ篇?) (2013, part 1, 2)[10]
- The Trick Movie: The Last Stage (2014)
- Killers (2014) vai Nomura
- The Raid 2 (2014) vai Ryuichi
- Nekozamurai (猫侍?) (2014) vai Madarame Kyutaro
- Thermae Romae II (テルマエ・ロマエ2?) (2014)[11] vai Ceionius
- Man From Reno (2014) vai Akira
- Parasyte: Part 1 (2014)[12] vai Takeshi Hirokawa
- Parasyte: Part 2 (2015)[13] vai Takeshi Hirokawa
- Neko zamurai: Minami no shima e iku (2015) vai Kyutaro Madarame
- Aibô: Gekijô-ban IV (2017)
- Blade of the Immortal (2017) vai Sabato Kuroi
- The Scythian Lamb (2017) vai Katsushi sugiyama
- The 8-Year Engagement (2017) vai Shibata
- Color Me True (2018) vai Ryunosuke Shundo
- Last Winter, We Parted (2018) vai Yoshiki Kobayashi
- Pretty Cure Super Stars! (映画 プリキュアスーパースターズ!?) (2018)
- Million Dollar Man (2018) vai Momose
- The Battle: Roar to Victory (2019) vai Yasukawa Jiro
- Rurouni Kenshin: The Final (2021) vai Tatsumi
- Rurouni Kenshin: The Beginning (2021) vai Tatsumi

### Phim truyền hình (TV Series)
- Kiseki no Hito (奇跡の人?) (NTV, 1998, Main Cast)
- Border (ボーダー?) (NTV, 1999, Supporting Role)
- Cinderella wa Nemuranai (シンデレラは眠らない?) (NTV, 2000, Supporting Role)
- Limit: Moshimo Wagako Ga (リミットもしも,わが子が...?) (NTV, 2000) vai Grey Won
- Kamisama no Itazura (神様のいたずら?) (Fuji TV, 2000) vai Shōta Honma
- Hojo Tokimune (北条時宗?) (NHK, 2001, Taira no Yoritsuna)
- Suiyoubi no Jouji (水曜日の情事?) (Fuji TV, 2001, TV Movie) vai Shōgo Okino
- Kaidan Hyaku Monogatari (怪談百物語?) Episode 11 (Fuji TV, 2002) vai Shinzaburō
- Haru Ranman (春ランマン?) (Fuji TV, 2003) vai Joji Manabe
- Tantei Kazoku (探偵家族?) (NTV, 2003) vai Kōsuke Kanda
- Ōoku (大奥?) (Fuji TV, 2003) vai Iesada Tokugawa
- Team Medical Dragon (医龍-Team Medical Dragon-?) (Fuji TV, 2006) vai Gunji Kirishima
- Night King (夜王～YAOH～?) (TBS, 2006) vai Seiya
- Densha Otoko Deluxe (電車男DX 最後の聖戦?) (Fuji TV, 2006) vai Maesono
- Akihabara@DEEP (アキハバラ@DEEP?) (TBS, 2006) vai Takeshi Nakagomi
- 14-sai no Haha: Aisuru tame ni Umaretekita (14才の母 ～愛するために生まれてきた～?) (NTV, 2006) vai Hatano
- Bambino! (バンビーノ!?) (NTV, 2007) vai Reiji Yona
- Galileo (ガリレオ?) (Fuji TV, 2007) vai Shunpei Kusanagi[14]
- Team Medical Dragon 2 (医龍-Team Medical Dragon2-?) (Fuji TV, 2007) vai Gunji Kirishima
- Tenchijin (天地人?) (NHK, 2009) vai Kagekatsu Uesugi
- Yokai Ningen Bem (妖怪人間べム?) (NTV, 2011), Akinori Natsume[15]
- Galileo 2 (ガリレオ 2?) (Fuji TV, 2013) vai Shunpei Kusanagi
- Hirugao (昼顔?) (Fuji TV, 2014) as Osamu Katō
- Kindaichi Case Files SP 2 - Gate of Jail Private School Murder Case (NTV, 2014) as Takayuki Ujie
- Hamon (破門?) (BS, 2015) vai Yasuhiko Kuwahara
- Yamegoku: Yakuza Yamete Itadakimasu (ヤメゴク〜ヤクザやめて頂きます〜?) (TBS, 2015) as Kakeru Mikajima[16]
- Ishitsubute (石つぶて?) (Wowow, 2017)
- Signal (Fuji TV, 2018)[17]
- Ōoku the Final (Fuji TV, 2019) vai Tokugawa Muneharu
- Scarlet (NHK, 2019–20)
- The Return (Jidaigeki Senmon Channel, 2020)
- Okehazama (Fuji TV, 2020), Oda Nobuhide

## Giải thưởng/Thành tựu nổi bật
- 2007 53rd Television Drama Academy Awards: Diễn viên phụ xuất sắc nhất với Bambino!
- 2003 39th Television Drama Academy Awards: Diễn viên phụ xuất sắc nhất với Anata no Tonari ni Dareka Iru
- 21st Yokohama Film Festival: Diễn viên phụ xuất sắc nhất với Minazuki, Kyohansha và Kanzen-naru shiiku